# Lungsunds församling
Lungsunds församling var en församling i Karlstads stift och i Storfors kommun. Församlingen uppgick 2010 i Storfors församling.

## Administrativ historik
Församlingen bildades 1643 genom en utbrytning ur Kroppa församling och var därefter till 1937 annexförsamling i pastoratet Kroppa och Lungsund. Från 1937 till 1962 utgjorde församlingen ett eget pastorat för att från 1962 till 2002 vara moderförsamling i pastoratet Lungsund och Bjurtjärn. Församlingen var från 2002 till 2010 annexförsamling i pastoratet Storfors, Lungsund och Bjurtjärn. Församlingen uppgick 2010 i Storfors församling.

## Organister
| Period    | Namn                    | Levnadstid | Övrigt   |
| --------- | ----------------------- | ---------- | -------- |
| 1859-1860 | Karl Teodor Bergenström | 1830-1893  | Organist |
| 1860-1862 | Lars Gustaf Zander      | 1835-1899  | Organist |
| 1862-1869 | Alfred Johansson        | 1838-1869  | Organist |
| 1869-1885 | Lars Andersson Westlund | 1829-1885  | Organist |

## Kyrkobyggnader
- Lungsunds kyrka
- Lundsbergs kyrka